# 後屋敷村
後屋敷村（ごやしきむら）は山梨県東山梨郡にあった村。現在の山梨市南東部、中央本線東山梨駅の南側一帯にあたる。

## 地理
- 河川：重川

## 歴史
- 1875年（明治8年）1月 - 山梨郡西後屋敷村・東後屋敷村が合併して後屋敷村となる。
- 1878年（明治11年）7月22日 - 郡区町村編制法の施行により、後屋敷村が東山梨郡の所属となる。
- 1889年（明治22年）7月1日 - 町村制の施行により、後屋敷村が単独で自治体を形成。
- 1954年（昭和29年）7月1日 - 日下部町・加納岩町・山梨村・八幡村・岩手村・日川村と合併して山梨市が発足。同日後屋敷村廃止。

## 交通

### 鉄道路線
村域を日本国有鉄道中央本線が通過したが、駅は所在しなかった。現在は東山梨駅が旧村域の至近に所在。

## 名所・旧跡・観光スポット・祭事・催事
- 清白寺（国宝）